# 龍山元子
龍山元子（韓語：용산원자，1325年—1341年），名字不詳，是高麗國第二十七任君主忠肅王王燾的次子，生母曹國長公主金童。

## 生平
龍山元子有異母兄長忠惠王王祯和異母弟弟恭愍王王祺二人。他在忠肅王十二年（1325年）因忠肅王在漢陽龍山臨幸曹國長公主而在該處出生，故稱為龍山元子。
龍山元子長大後到元朝做質子，與同到元的兄長忠惠王不和，並在當地去世，返葬高麗，年僅十七歲。